# Kikkia
Kikkia (frühere Lesung auch Kikia) regierte als 28. altassyrischer König 1994 bis 1978 v. Chr. (kurze Chronologie) oder 2058 bis 2042 v. Chr. (mittlere Chronologie). Er ist nur aus der Königsliste bekannt und gilt als der Erbauer der ersten Stadtmauer von Aššur. Seine Existenz ist umstritten.
Der Name wurde von Arthur Ungnad, wie der von Ušpia als hurritisch gedeutet (BA VI, 5, S. 13), eine These, die sich heute nicht mehr halten lässt. Schon Poebel hielt dies für wenig überzeugend.